# 永州路

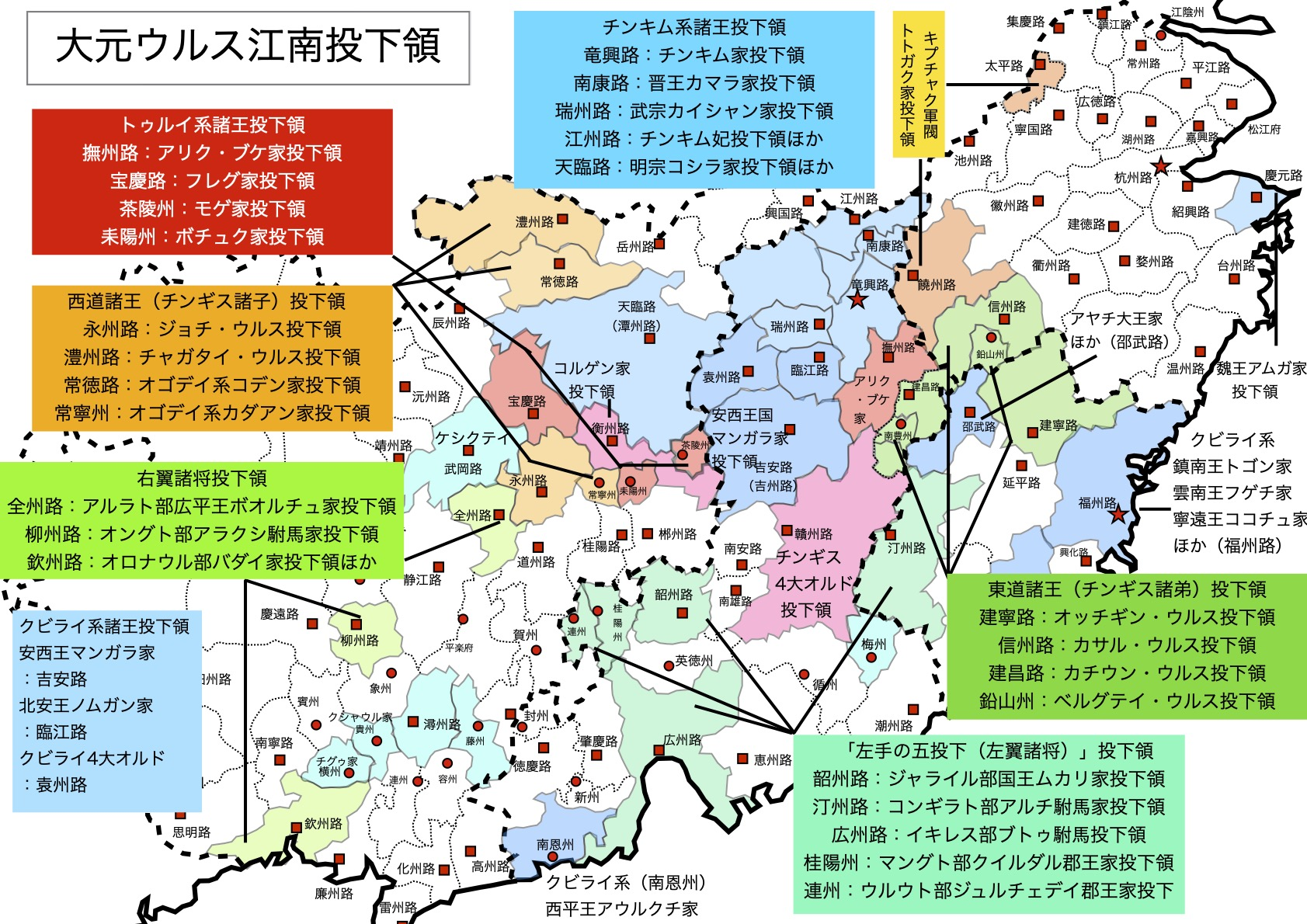
モンゴル時代の江南投下領。永州路は中央に位置する。

永州路（えいしゅうろ）は、中国にかつて存在した路。大元ウルスの時代に現在の湖南省永州市一帯に設置された。治所は零陵県で、大元ウルスの行政上は湖広等処行中書省に属した。
華北の平陽路（晋寧路）とともに、チンギス・カンの長男のジョチを始祖とするジョチ・ウルスの投下領であった。

## 歴史
唐代の永州を前身とする。モンゴル帝国第5代皇帝セチェン・カアン（クビライ）によって南宋が平定されると、1276年（至元13年）に安撫司が置かれ、更に1277年（至元14年）に永州路総管府が置かれた。
南宋の平定が完了するのと時を同じくして、北方では反クビライ派の王族が叛旗を翻し、クビライの子のノムガンを捕虜にするという事件が起こった（シリギの乱）。この頃、ジョチ・ウルスとクビライ家（大元ウルス）は関係が悪化しており、叛乱を起こしたシリギらは捕虜としたノムガンをジョチ・ウルスの下に送り、ノムガンは数年にわたって虜囚の身となった。「シリギの乱」自体はクビライの迅速な対応によって鎮圧されたものの、その残党が中央アジアのカイドゥの下に逃れ、カイドゥの勢力（カイドゥ・ウルス）は更に大規模なものとなった。それまでカイドゥ・ウルスと協力関係にあったジョチ・ウルスはその急速な拡大に危機感を覚え、方針を変更してノムガンをクビライの下に送り返し、大元ウルスとの友好関係を復活させた。そしてその直後、1281年（至元18年）にジョチ・ウルスは江南投下領として永州の6万戸を与えられた。「シリギの乱」に関わった諸王の多くが江南投下領を与えられていないのに対し、ジョチ・ウルスが永州を与えられたのは、ノムガンを送り返したことで大元ウルスとの関係が良好になったためと考えられている。
1336年（後至元2年）、時のジョチ・ウルス当主ウズベク・ハンは大元ウルスに使者を派遣し、それまで中止されていたジョチ・ウルス分地（投下領）の歳賜の輸送を再開させるよう要求した。しかし、既にこれを管轄する公的機関がなかったため、1337年（後至元3年）に総管府が設置された。1341年（至正元年）にウズベク・ハンが亡くなりジャーニー・ベク・ハンが立つと、晋寧路の平陽・晋州と、永州路分の歳賦2400錠のジョチ・ウルスへの送付が1345年（至正5年）から始められた。
朱元璋が明朝を建国すると、永州路は永州府と改められた。

## 管轄州県
永州路には録事司、3県が設置されていた。

### 3県
- 零陵県
- 東安県
- 祁陽県